# Teroele
Teroele is een klein dorp, of buurtschap in de gemeente De Friese Meren in de Nederlandse provincie Friesland. Teroele ligt tussen Sint Nicolaasga en Woudsend aan de oostkant van het Koevordermeer. In 2023 telde het dorp 25 inwoners. Vanwege dit lage aantal en de verspreide bebouwing wordt Teroele door het Kadaster als buurtschap getypeerd.

## Geschiedenis

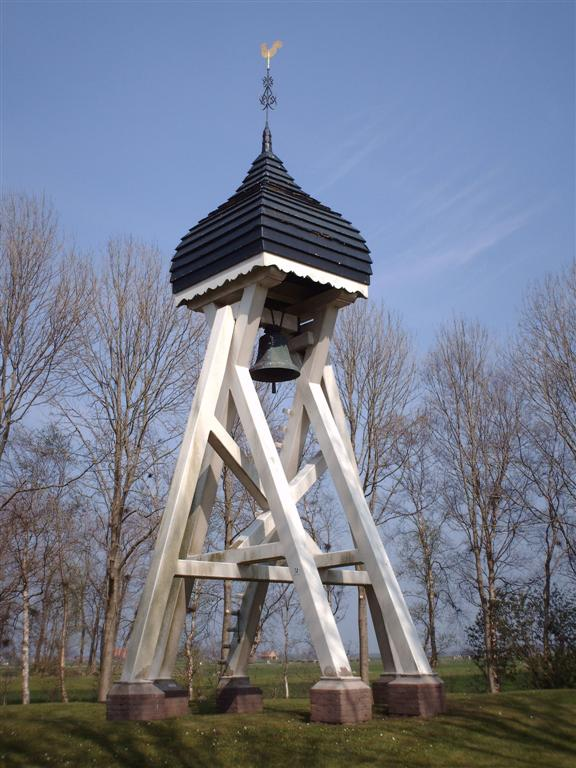
Klokkenstoel van Teroele

Hoe oud de plaats precies is is onduidelijk. De plaats werd vanaf de 15e eeuw vermeld als Olis, Vle en Ter Oele. Ool of oel duidt op land aan water. De geslachtsnaam Troelstra (vgl. Pieter Jelles Troelstra) zou afgeleid zijn van Teroele.
Teroele was lang alleen bereikbaar vanaf het meer. Het meer was echter ook niet al te diep waardoor stukken op bepaalde tijden bijna droog viel. Zo kon men er af en toe vee oplaten.
In Teroele staat een van de klokkenstoelen in Friesland. Deze is rond 1600 gebouwd. Teroele had een kerk maar deze is rond 1700 vervallen en in 1723 werd het restant daarvan afgebroken toen de klokkenstoel een nieuwe fundering kreeg. De fundering werd in 1974 nog een keer vervangen.
Tot de gemeentelijke herindeling van 1 januari 1984 lag Teroele deel in de op die datum opgeheven gemeente Doniawerstal. Tot 1 januari 2014lag Teroele in de gemeente Skarsterlân.

## Toerisme
Er is door de ligging aan het Koevordermeer en het Grote Idskenhuistermeer wel enige toerisme, het dorp heeft een kleine haven en een camping.

## Windmotor
Bij het dorp staat een van de windmotoren in Friesland. Deze windmotor verkeerde in 2020 in slechte staat.

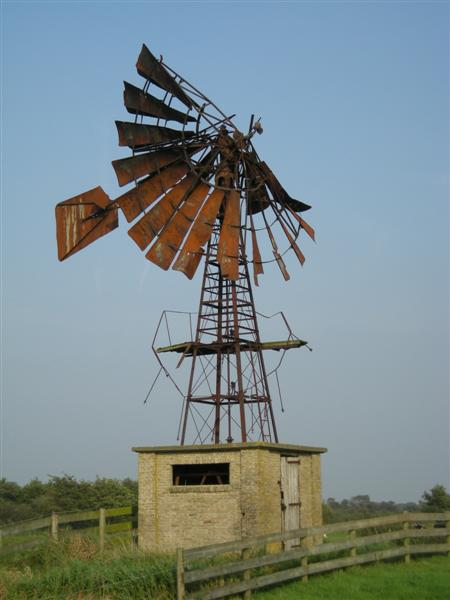